# Nichlas Schön
Nichlas Nils-Göran Schön, född 8 juli 1991, är en svensk fotbollsspelare som spelar för Lilla Torg FF.

## Karriär
Schöns moderklubb är Skabersjö IF. Schön spelade för Skabersjö fram till han fyllde femton då han slutade med fotbollen. Istället satsade Schön på brottningen där han kom tvåa på junior-SM. 2009 återvände han till fotbollen och spelade några månader för Holmeja IS i division 7 innan han gick över till moderklubben Skabersjö IF i division 5. Han tröttnade på att nöta bänk och lämnade hösten 2009 för Svedala IF. Svedala var topplag i division 4 och Schön blev lagets bäste målskytt med sina sju mål.
Han spelade för Svedala i en säsong och hösten 2010 valde han att gå till BK Olympic. Efter endast några månader i Olympic gick han vidare till allsvenska Trelleborgs FF. I Trelleborg blev det inget spel för Schön som säsongen 2011 lånades ut till Höllvikens GIF, där det blev 10 mål på 12 matcher. Säsongen 2012 lånades Schön ut till Höörs IS, där han stannade fram till i augusti 2012. Totalt gjorde han ett inhopp för Trelleborg i Superettan.
Till säsongen 2013 återvände han till moderklubben Skabersjö IF. Han spelade en halv säsong för klubben och hann med att göra 16 mål på 11 matcher. Efter sommaruppehållet gick han till Prespa Birlik. Det blev en halv säsong för klubben och han gjorde sex mål på sju matcher. Till säsongen 2014 gick han till Österlen FF. Han var en av de bidragande orsakerna till att Österlen FF vann division 3 och avancera till division 2 med sina 17 mål och 15 assist på 20 matcher. 
Efter en konflikt med Österlen FF så gick flytten till australienska Dapto FC säsongen 2015. Där spelade han endast tre matcher. Därefter började han spela med Wollongong Olympic FC där spelade han 15 matcher och gjorde 13 mål. Inför säsongen 2016 tackade han nej till nytt kontrakt i Australien och återvände hem till Sverige och skrev på ett ettårskontrakt med FC Rosengård.
I januari 2018 skrev Schön på för division 3-klubben IFK Trelleborg. Efter säsongen 2018 lämnade han klubben. Den 14 maj 2019 blev Schön klar för IFK Klagshamn. Han gjorde 13 mål på 15 matcher i Division 5 under säsongen 2019. Följande säsong gjorde Schön fem mål på 11 matcher i Division 4. Säsongen 2021 gjorde han sju mål på 21 matcher. Säsongen 2022 gjorde Schön 10 mål på 21 matcher och hjälpte IFK Klagshamn att bli uppflyttade till Division 3.